# Comuna de Horodło
Horodło (polaco: Gmina Horodło) é uma gminy (comuna) na Polónia, na voivodia de Lublin e no condado de Hrubieszowski. A sede do condado é a cidade de Zosin.
De acordo com os censos de 2004, a comuna tem 5762 habitantes, com uma densidade 44,2 hab/km².

## Área
Estende-se por uma área de 130,27 km², incluindo:
- área agricola: 71%
- área florestal: 21%

## Demografia
Dados de 30 de Junho 2004:
|                      | Total   | Total | Mulheres | Mulheres | Homens  | Homens |
| -------------------- | ------- | ----- | -------- | -------- | ------- | ------ |
|                      | pessoas | %     | pessoas  | %        | pessoas | %      |
| População            | 5762    | 100   | 2924     | 50,7     | 2838    | 49,3   |
| Densidade (pop./km²) | 44,2    | 100   | 22,4     | 22,4     | 21,8    | 21,8   |

De acordo com dados de 2002, o rendimento médio per capita ascendia a 1308,61 zł.

## Subdivisões
- Bereżnica, Horodło, Kopyłów, Poraj, Liski, Kobło-Kolonia, Ciołki, Janki, Matcze, Cegielnia, Łuszków, Hrebenne, Rogalin, Strzyżów, Zosin.

## Comunas vizinhas
- Białopole, Dubienka, Comuna de Hrubieszów.